# Muhammad Al Maghrabi
Muhammad Al Maghrabi (Trípoli, 19 de abril de 1985) é um futebolista líbio que atua como defensor.

## Carreira
Muhammad Al Maghrabi representou o elenco da Seleção Líbia de Futebol no Campeonato Africano das Nações de 2012.